# Rijstvogel
De rijstvogel (Padda oryzivora; synoniem: Lonchura oryzivora), soms ook de glatik genoemd, is een zangvogeltje behorend tot de familie van de prachtvinken (Estrildidae).

## Kenmerken
Hij heeft een zwarte kop met witte wangen en een rood snaveltje. De bovenzijde en borst zijn blauwgrijs en hij heeft een zwarte staart. De buik is lichtgrijs met een roze tint. De rijstvogel heeft een totale lengte van 14 tot 15 centimeter.
Het mannetje en vrouwtje zijn vrijwel identiek.

## Verspreiding en leefgebied
Hij komt oorspronkelijk alleen voor op Java en Bali. In de vorige eeuw werd de vogel daar nog vaak als een plaag beschouwd voor de rijstbouw. Via uit gevangenschap ontsnapte dieren ontwikkelden zich verwilderde populaties in Sri-Lanka, het schiereiland Malakka, de andere Grote Soenda-eilanden, de Filipijnen, Christmaseiland, Fiji, Mexico, Puerto Rico en de Verenigde Staten.
Rijstvogels waren vóór de jaren 1960 algemeen voorkomende vogels op Java en Bali in een groot aantal landschapstypen zoals dorpen, steden, gebieden met rijstbouw, graslanden, bossavannes en bossen langs kusten zoals mangrove.

## Status op de Rode Lijst
De massale jacht op deze vogel voor de siervogelhandel, die in de jaren 1960 en 1970 een hoogtepunt beleefde, heeft geleid tot een enorme daling in aantallen. Ook de elders verwilderde populaties staan bloot aan de jacht en vangst voor de siervogelhandel of blijven klein en breiden zich niet uit. Om deze redenen staat de rijstvogel als kwetsbaar op de Rode Lijst van de IUCN.
De rijstvogel staat verder in de Appendix II van de CITES-overeenkomst, daardoor wordt de handel in wilde vogels gebonden en speciale vergunningen.

## Verzorging als kooivogel
De vogel wordt als hobby wel in een kooi of buitenvolière gehouden. Dat gaat niet goed samen met kleinere soorten, behalve in een grote buitenvolière. De soort komt ook in gevangenschap tot broeden. Het hebben van badgelegenheid is belangrijk voor het dier. Het te verstrekken voer bestaat uit ongepelde witte rijst, wit milletzaad, gierst, haver, kanariezaad, en veel groenvoer. Daarnaast moet vers drinkwater, grit en maagkiezel ter beschikking staan.